# Vranje Selo
Vranje Selo – wieś w Chorwacji, w żupanii istryjskiej, w gminie Vižinada. W 2011 roku liczyła 55 mieszkańców.